# 宁远府

宁远府在四川省的位置（1820年）

宁远府，道光後以避旻寧諱，寫作甯遠府，清朝设置的府。属四川省。

## 概況
雍正六年（1728年），改建昌监理厅置，治所在西昌县（今四川省西昌市）。辖境相当今四川省大渡河以南、金沙江以北、大凉山以西、大雪山及木里以东地。1913年废。領廳二（越巂廳、鹽邊廳），州一（會理州），縣四（西昌縣、冕寧縣、鹽源縣、昭覺縣），土司十一（河東長官司、阿都長官司、沙马宣抚司、昌州长官司、威龙州长官司、普济长官司、河西宣慰司、邛部宣撫司、木里安撫司、瓜別安撫司、馬喇長官司）。另在美姑河和昭觉河流域的大涼山夷區腹地由当地黑彝或白彝家支统治，清政府或其认证的土司自道光年间后无法实际控制，被外界称为“独立倮倮”。